# Wick Y Station

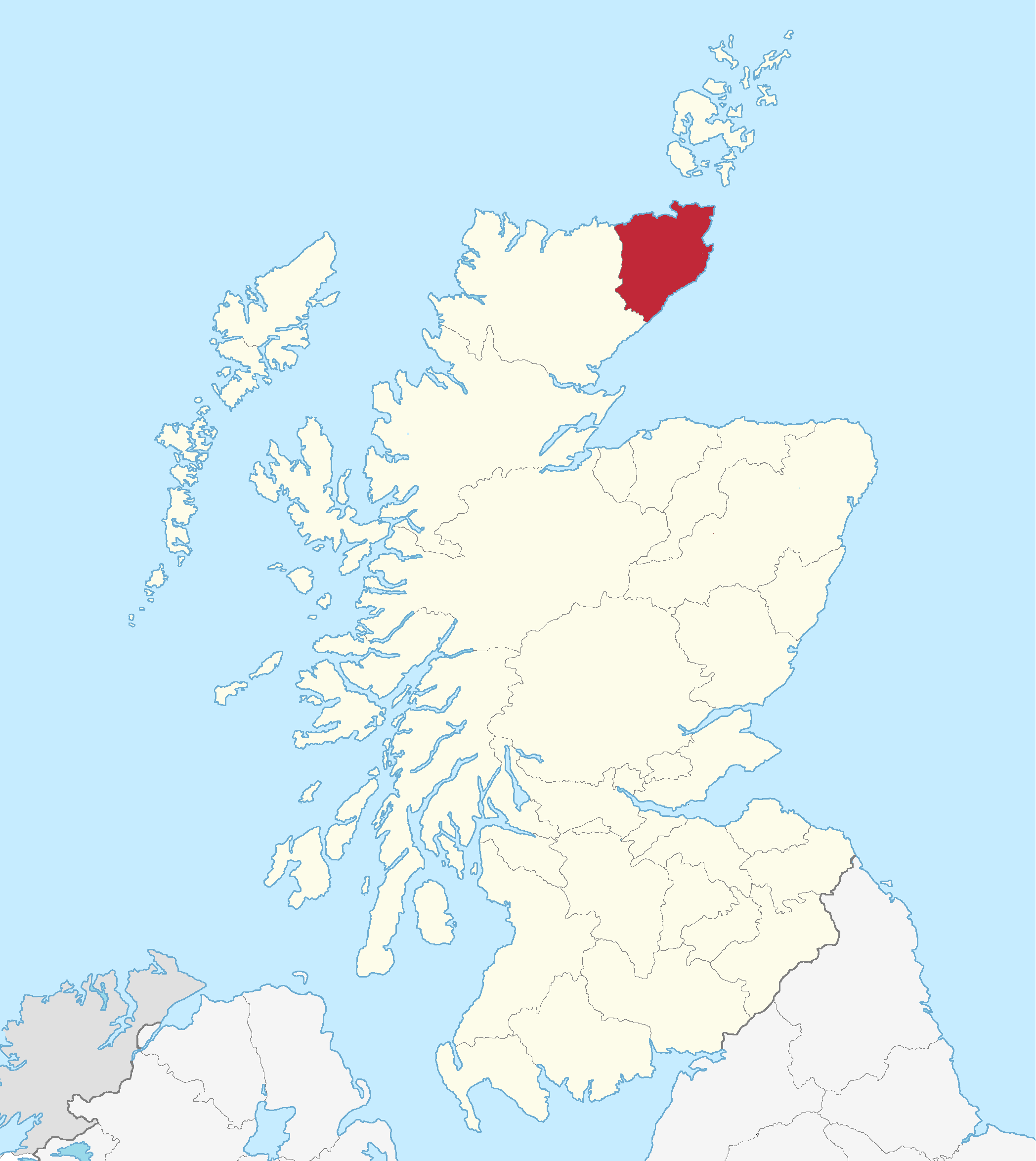
Wick liegt im äußersten Norden Schottlands

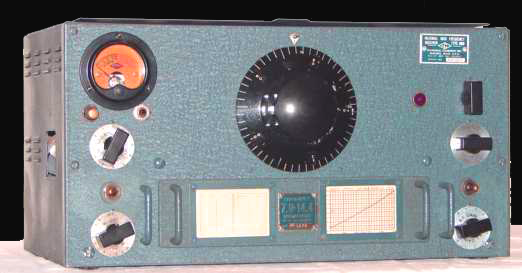
Der HRO der National Radio Company war der meistverwendete Funkempfänger in den britischen Y stations

Wick Y Station war ein britischer Militärstützpunkt. Er lag fünf Kilometer nordwestlich der schottischen Hafenstadt Wick in der Grafschaft Caithness weit im Norden Großbritanniens. Im Zweiten Weltkrieg befand sich dort eine wichtige Funkabhörstelle des britischen Geheimdienstes.

## Geschichte
Während des Zweiten Weltkriegs war Wick eine wichtige Funkpeilstelle. Sie war die am weitesten nördlich exponierte Y Station der britischen Hauptinsel und damit ein besonders wichtiger Stützpunkt zur Funkortung feindlicher Funkstellen, insbesondere der im Atlantik operierenden deutschen U-Boote. Sie befand sich auf dem Hill of Harland nahe der Ortschaft Reiss unweit der schottischen Nordseeküste. Nach dem Krieg wurde am selben Ort eine Radarstation errichtet.